# Aeroportul Siófok-Kiliti
Aeroportul Siófok-Kiliti (IATA: SFK, ICAO: LHSK) este un aeroport din Comitatul Somogy, Regatul Ungariei ce deservește zona Siófok. A fost deschis în 1932 și numit după zona deservită.
Situat la o altitudine de 127 m, aeroportul dispune de o singură pistă.